# Eduardo Reyes Ortiz
Eduardo Reyes Ortiz (ur. 1907, zm. ?) – boliwijski piłkarz grający na pozycji napastnika.

## Kariera klubowa
Podczas kariery piłkarskiej reprezentował barwy Club The Strongest.

## Kariera reprezentacyjna
Eduardo Reyes Ortiz grał w reprezentacji Boliwii w latach trzydziestych.
W 1930 roku uczestniczył w mistrzostwach świata 1930. Na mundialu zagrał w meczu z Brazylią.